# Liptovský Hrádok
Liptovský Hrádok (Hongaars: Liptóújvár) is een Slowaakse gemeente in de regio Žilina, en maakt deel uit van het district Liptovský Mikuláš.
Liptovský Hrádok telt 8232 inwoners (2002).

## Geschiedenis
Liptovský Hrádok werd voor het eerst genoemd in 1341 en is vernoemd naar het nabijgelegen kasteel. Het kasteel, ook wel bekend als Liptovský Hrádok, werd oorspronkelijk gebouwd voor gebruik door de bosbouwcommissie, jagers uit het gebied en de katholieke kerk. Het kasteel werd later aangepast en ingericht in de stijl van Louis XVI.  De naam van de stad en het kasteel betekent letterlijk "kasteeltje van Liptov".
In 1728 werd een zoutverwerkingsinstallatie gebouwd om zout te verzamelen voor de Solivar-zoutfabriek die nu deel uitmaakt van Prešov, een Slowaakse stad verder naar het oosten. Dit hielp Liptovský Hrádok om enige bekendheid te verwerven in de regio. Het bevolkingscentrum van de stad was de hoofdstraat, die van het kasteel naar het zuiden loopt en langs de rivier Belá, dat samenvloeit met de Váh loopt, en het gehucht Prekážka.

## Statistieken
| - In 1869 had Liptovsky Hradok 731 inwoners en in 2012 telde het 7.454 inwoners. - Oppervlakte van de stad: 1.832 ha. - Dovalovo is het stadsdeel met 1001 inwoners - Gemiddelde jaarlijkse temperatuur: 6,3 ° C (43 ° F). - Maximale temperatuur: 31,0 ° C (88 ° F) - Minimale temperatuur: −25,0 ° C (−13 ° F) | - Absoluut maximum: 34,4 ° C (94 ° F) (16.08.1952) - Absoluut minimum: -38 ° C (-36 ° F) (11.02.1929) - Lengte zonneschijn: 140 dagen per jaar - Gemiddelde neerslag per jaar 691 mm - Gemiddeld aantal koude dagen jaar: 160,4 dagen - Gemiddeld aantal zomerdagen per jaar: 28,9 dagen |

## Zustersteden
Liptovský Hrádok heeft een stedenband met:
- Česká Skalice, Tsjechië
- Gmina Nowy Targ, Polen
- Hradec nad Moravicí, Tsjechië
- Stary Sącz, Polen

## Fotogalerij

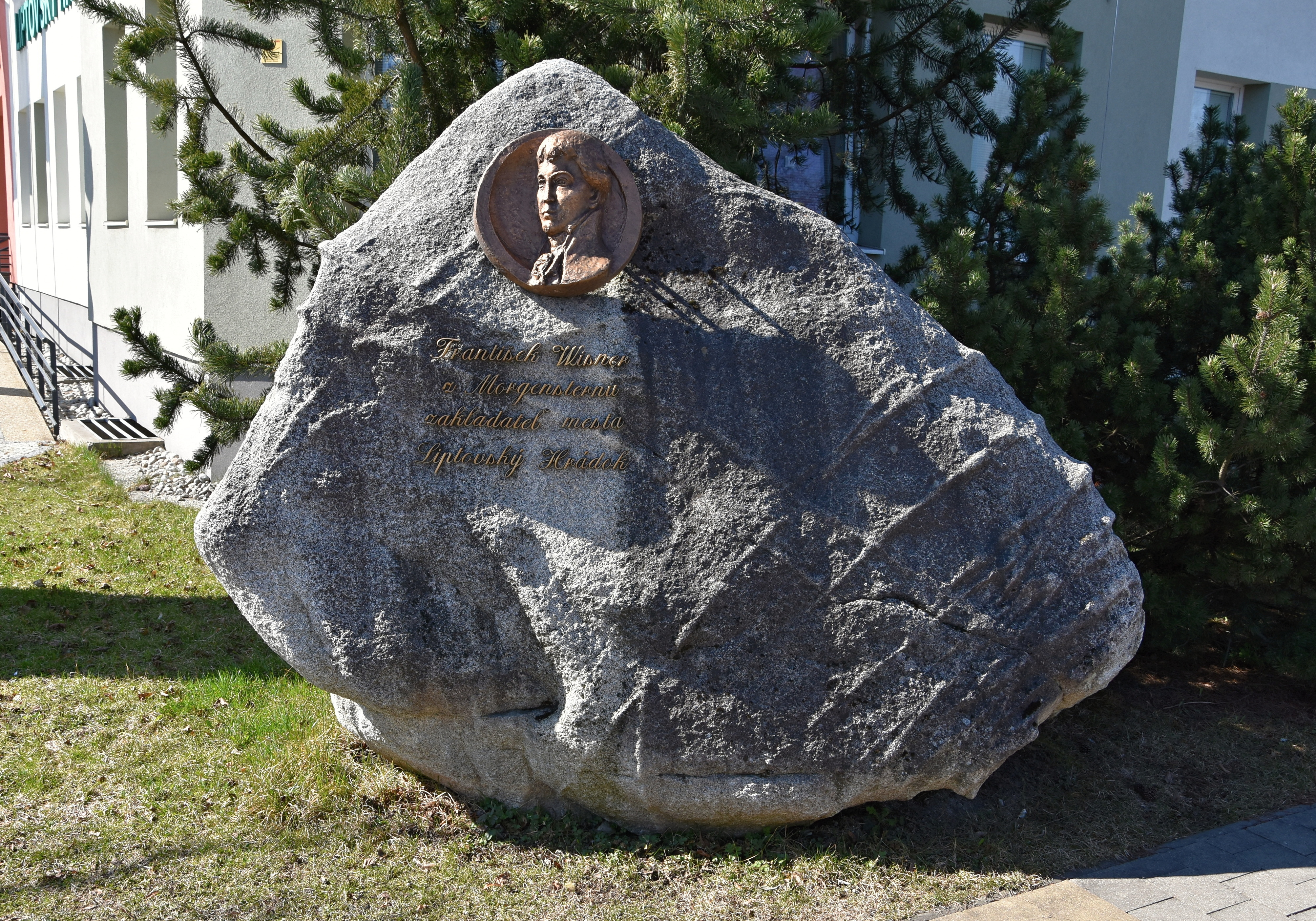
Monument ter herdenking van Franz Wisner
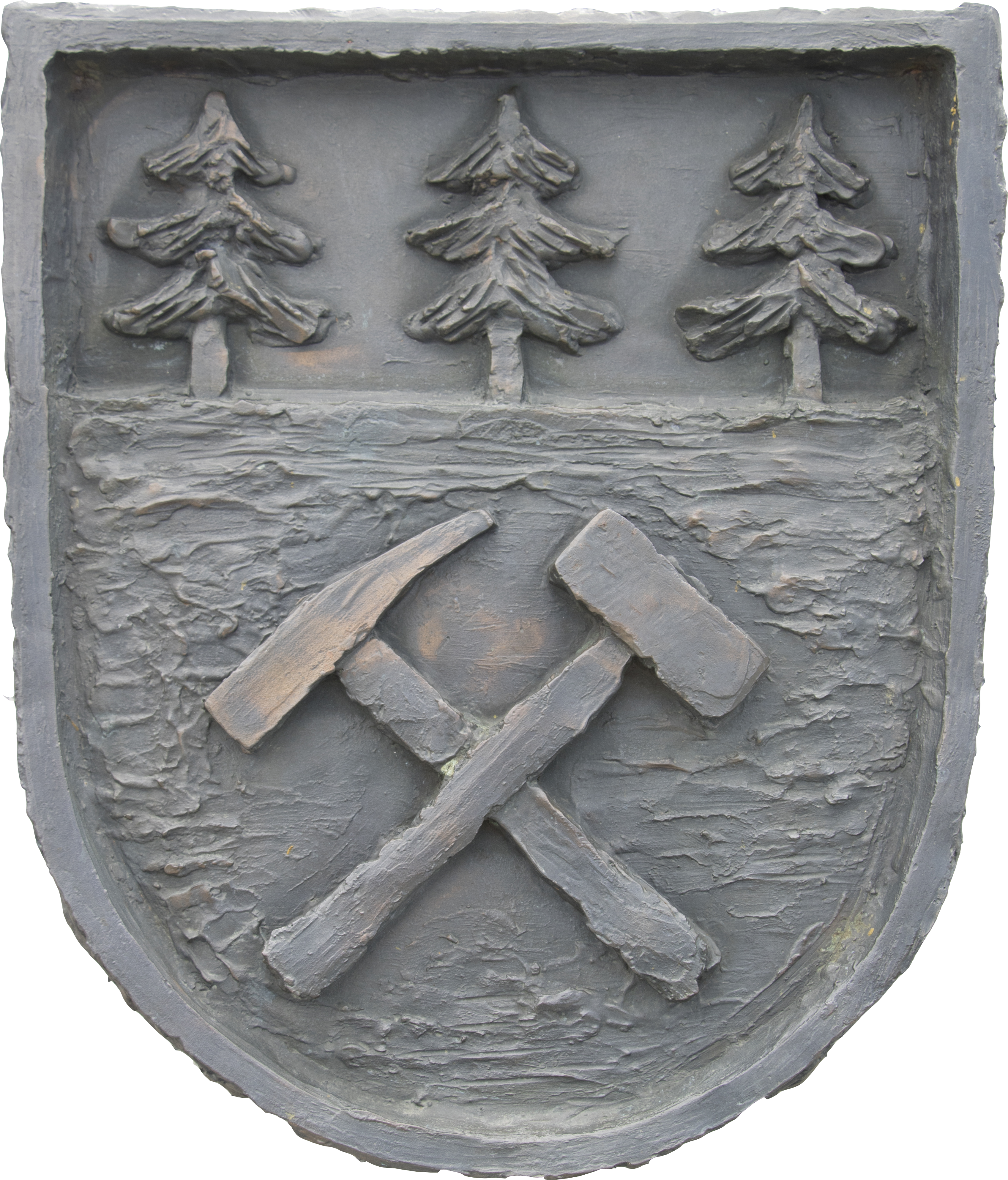
Wapen van Liptovský Hrádok als kunstwerk in de stad
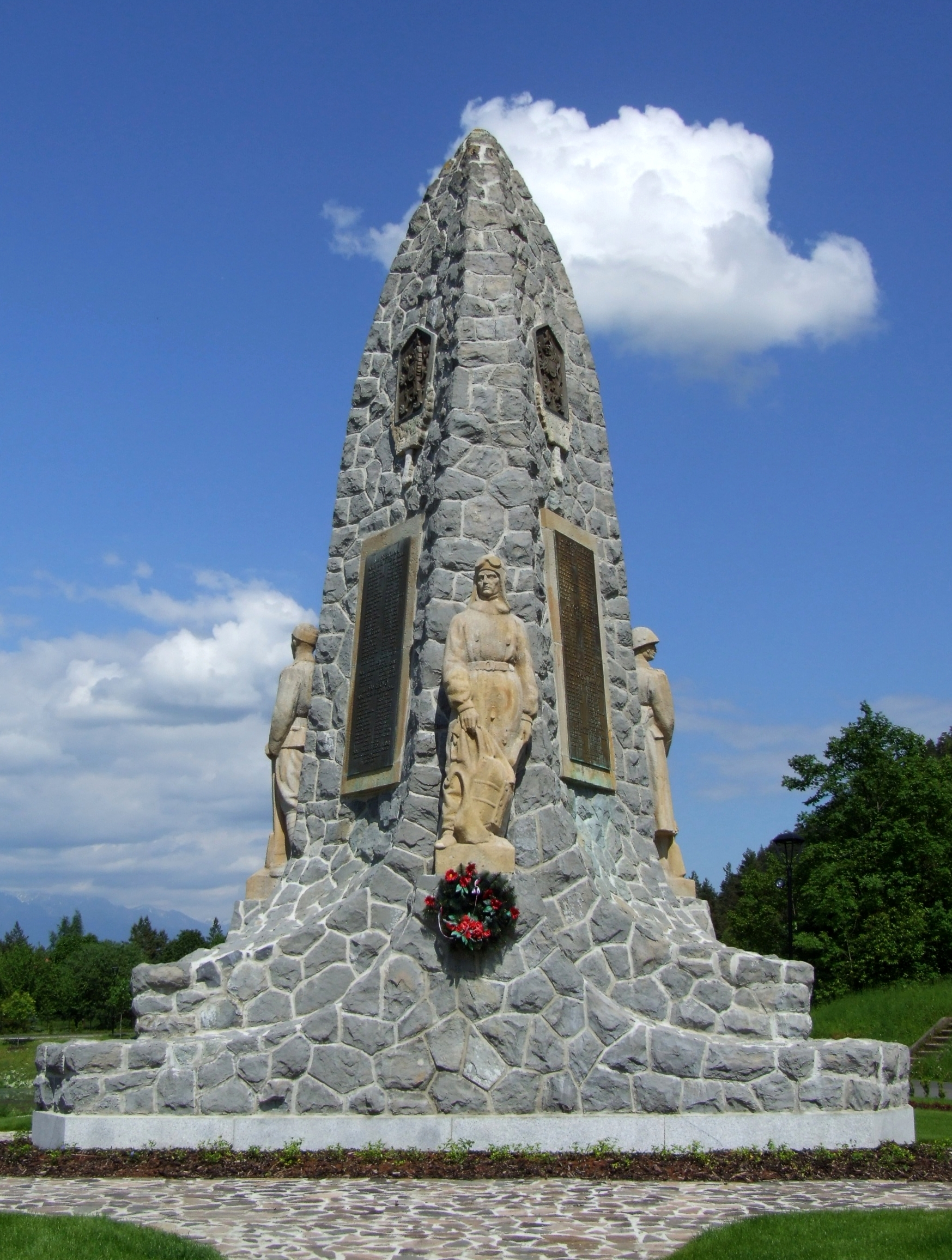
Monument Tweede Wereldoorlog
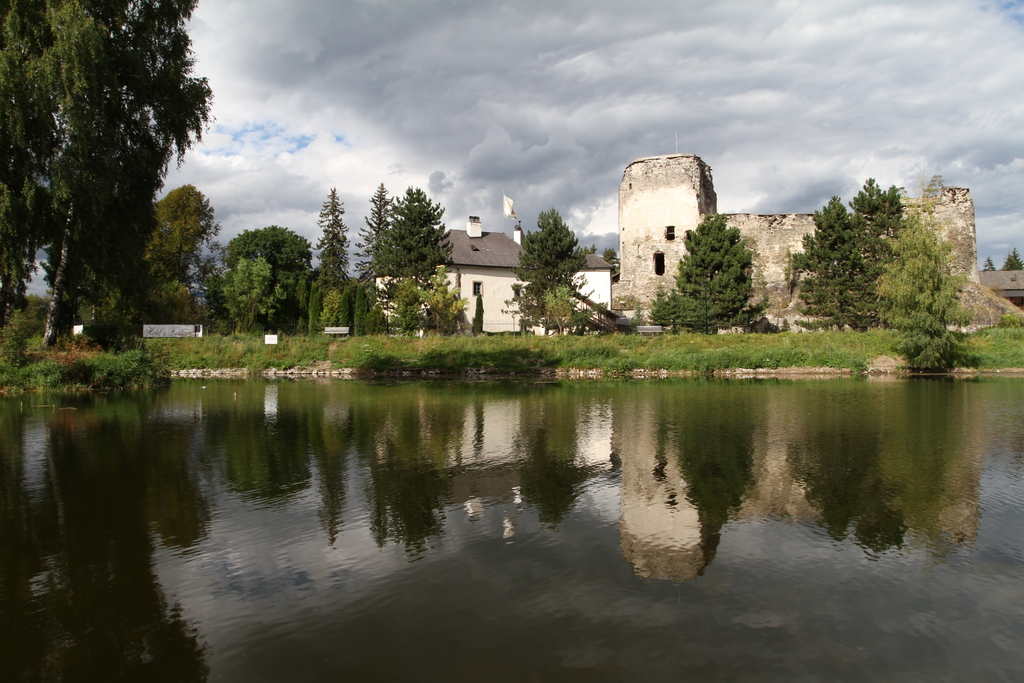